# Villa de Leyva
Vila de Léiva (em espanhol Villa de Leyva) é uma cidade no departamento de Boyacá, na Colômbia.